# Tim Hug
Tim Hug (ur. 11 sierpnia 1987 w Solurze) – szwajcarski narciarz, specjalista kombinacji norweskiej.

## Kariera
Po raz pierwszy na arenie międzynarodowej Tim Hug pojawił się w 27 stycznia 2003 roku, kiedy wystartował w zawodach juniorskich. Zajął wtedy 28. miejsce w sprincie w Planicy. Czterokrotnie startował na mistrzostwach świata juniorów, najlepszy indywidualny wynik osiągając podczas MŚJ w Rovaniemi w 2005 roku, gdzie był osiemnasty w sprincie. Na rozgrywanych rok później MŚJ w Kranju wspólnie z kolegami zajął ósme miejsce w sztafecie. W Pucharze Świata zadebiutował 26 stycznia 2008 roku w Seefeld. Zajął tam 32. miejsce w sprincie. Pierwsze pucharowe punkty zdobył dziesięć miesięcy później – 29 listopada 2008 roku w Ruce zajął 21. miejsce w zawodach metodą Gundersena. Na początku 2014 roku, 4 stycznia w Czajkowskim po raz pierwszy stanął na podium zawodów PŚ i od razu zwyciężył w Gundersenie. Wyprzedził tam Niemca Björna Kircheisena i Czecha Miroslava Dvořáka. Był też między innymi trzydziesty w Gundersenie na dużej skoczni podczas mistrzostw świata w Libercu w 2009 roku oraz ósmy w sztafecie na rozgrywanych dwa lata później mistrzostwach świata w Oslo. W 2010 brał udział w igrzyskach olimpijskich w Vancouver, gdzie indywidualnie plasował się poza czołową trzydziestką, a drużynowo był dziewiąty.

## Osiągnięcia

### Igrzyska Olimpijskie
| Miejsce | Dzień     | Rok  | Miejscowość | Konkurencja           | Wynik zwycięzcy | Strata      | Zwycięzca           |
| ------- | --------- | ---- | ----------- | --------------------- | --------------- | ----------- | ------------------- |
| 35.     | 14 lutego | 2010 | Vancouver   | Gundersen HS106/10 km | 25:47.1 min     | +2:07.0 min | Jason Lamy Chappuis |
| 9.      | 23 lutego | 2010 | Vancouver   | Sztafeta HS140/4x5 km | 49:31.6 min     | +4:18.2 min | Austria             |
| 33.     | 25 lutego | 2010 | Vancouver   | Gundersen HS140/10 km | 25:32.9 min     | +3:27.4 min | Bill Demong         |
| 27.     | 12 lutego | 2014 | Soczi       | Gundersen HS106/10 km | 23:50.2 min     | +1:59.2 min | Eric Frenzel        |
| 24.     | 18 lutego | 2014 | Soczi       | Gundersen HS140/10 km | 22:45.5 min     | +1:29.0 min | Jørgen Gråbak       |
| 27.     | 14 lutego | 2018 | Pjongczang  | Gundersen HS109/10 km | 24:51,4 min     | +2:47,0 min | Eric Frenzel        |
| 24.     | 20 lutego | 2018 | Pjongczang  | Gundersen HS140/10 km | 23:52,5 min     | +2:48,0 min | Johannes Rydzek     |

### Mistrzostwa świata
| Miejsce | Dzień     | Rok  | Miejscowość      | Konkurencja                     | Wynik zwycięzcy | Strata      | Zwycięzca           |
| ------- | --------- | ---- | ---------------- | ------------------------------- | --------------- | ----------- | ------------------- |
| 39.     | 20 lutego | 2009 | Liberec          | Start masowy HS100/10 km        | 276,0 pkt       | -132,8 pkt  | Todd Lodwick        |
| 41.     | 22 lutego | 2009 | Liberec          | Gundersen HS100/10 km           | 24:22.3 min     | +4:43.5 min | Todd Lodwick        |
| 30.     | 28 lutego | 2009 | Liberec          | Gundersen HS134/10 km           | 23:36.6 min     | +2:44.6 min | Bill Demong         |
| 32.     | 2 marca   | 2011 | Oslo             | Gundersen HS134/10 km           | 25:31.6 min     | +3:12.0 min | Jason Lamy Chappuis |
| 8.      | 4 marca   | 2011 | Oslo             | Sztafeta HS134/4x5 km           | 48:07.8 min     | +3:04.8 min | Austria             |
| 39.     | 22 lutego | 2013 | Val di Fiemme    | Gundersen HS106/10 km           | 29:13.2 min     | +2:32.4 min | Jason Lamy Chappuis |
| 38.     | 28 lutego | 2013 | Val di Fiemme    | Gundersen HS134/10 km           | 27:22,8 min     | +3:32,6 min | Eric Frenzel        |
| DNF     | 2 marca   | 2013 | Val di Fiemme    | Sprint drużynowy HS136/2x7,5 km | 35:37.9 min     | -           | Francja             |
| 27.     | 20 lutego | 2015 | Falun            | Gundersen HS100/10 km           | 26:38.9 min     | +2:09.5 min | Johannes Rydzek     |
| 15.     | 26 lutego | 2015 | Falun            | Gundersen HS134/10 km           | 22:45.8 min     | +44.6 s     | Bernhard Gruber     |
| 15.     | 24 lutego | 2017 | Lahti            | Gundersen HS100/10 km           | 26:19,6 min     | +48,1 s     | Johannes Rydzek     |
| 14.     | 1 marca   | 2017 | Lahti            | Gundersen HS130/10 km           | 26:41,6 min     | +1:10,5 min | Johannes Rydzek     |
| 19.     | 22 lutego | 2019 | Seefeld in Tirol | Gundersen HS130/10 km           | 23:43,0 min     | +2:09,7 min | Eric Frenzel        |
| 26.     | 28 lutego | 2019 | Seefeld in Tirol | Gundersen HS109/10 km           | 25:01,3 min     | +2:13,5 min | Jarl Magnus Riiber  |

### Mistrzostwa świata juniorów
| Miejsce | Dzień    | Rok  | Miejscowość | Konkurencja           | Wynik zwycięzcy | Strata      | Zwycięzca        |
| ------- | -------- | ---- | ----------- | --------------------- | --------------- | ----------- | ---------------- |
| 42.     | 4 lutego | 2004 | Stryn       | Gundersen K90/10 km   | 26:06.3 min     | +8:48.3 min | Petter Tande     |
| 9.      | 6 lutego | 2004 | Stryn       | Sztafeta K90/4x5      | 58:03.0 min     | +5.47.0 min | Norwegia         |
| 51.     | 8 lutego | 2004 | Stryn       | Sprint K90/7.5 km     | 14:02.1 min     | +4:22.4 min | Petter Tande     |
| 34.     | 22 marca | 2005 | Rovaniemi   | Gundersen HS100/10 km | 25.56.6 min     | +5:53.9 min | Petter Tande     |
| 9.      | 24 marca | 2005 | Rovaniemi   | Sztafeta HS100/4x5    | 924.0 pkt       | -365.2 pkt  | Niemcy           |
| 18.     | 26 marca | 2005 | Rovaniemi   | Sprint HS100/5.0 km   | 14:02.1 min     | +1:47.6 min | Petter Tande     |
| 25.     | 1 lutego | 2006 | Kranj       | Gundersen HS109/10 km | 29:59.9 min     | +4:12.2 min | François Braud   |
| 8.      | 3 lutego | 2006 | Kranj       | Sztafeta HS109/4x5    | 55:42.3 min     | +5:09.4 min | Niemcy           |
| 26.     | 5 lutego | 2006 | Kranj       | Sprint HS109/5 km     | 13:06.3 min     | +1:36.9 min | Tom Beetz        |
| 33.     | 14 marca | 2007 | Tarvisio    | Gundersen HS109/10 km | 33:26.7 min     | +7:53.1 min | Anssi Koivuranta |
| 9.      | 16 marca | 2007 | Tarvisio    | Sztafeta HS109/4x5 km | 1:05:35.0 h     | +4:51.0 min | Austria          |
| 23.     | 18 marca | 2007 | Tarvisio    | Sprint HS109/5 km     | 15:01.3 min     | +42.7 s     | Eric Frenzel     |

### Puchar Świata

#### Miejsca w klasyfikacji generalnej
- sezon 2007/2008: 56.
- sezon 2008/2009: 45.
- sezon 2009/2010: 41.
- sezon 2010/2011: 37.
- sezon 2011/2012: 43.
- sezon 2012/2013: 43.
- sezon 2013/2014: 21.
- sezon 2014/2015: 32.
- sezon 2015/2016: 23.
- sezon 2016/2017: 16.
- sezon 2017/2018: 38.
- sezon 2018/2019: 43.

#### Miejsca na podium chronologicznie
| Nr | Data            | Miejscowość | Konkurencja           | Wynik zwycięzcy | Pozycja | Strata  | Zwycięzca    |
| -- | --------------- | ----------- | --------------------- | --------------- | ------- | ------- | ------------ |
| 1. | 4 stycznia 2014 | Czajkowski  | Gundersen HS106/10 km | 27:44.9 min     | 1.      | -       | -            |
| 2. | 11 lutego 2017  | Sapporo     | Gundersen HS134/10 km | 25:55,9 min     | 2.      | + 4,0 s | Akito Watabe |

### Puchar Kontynentalny

#### Miejsca w klasyfikacji generalnej
- sezon 2005/2006: 101.
- sezon 2006/2007: 69.
- sezon 2007/2008: 6.
- sezon 2008/2009: 61.
- sezon 2009/2010: nie brał udziału
- sezon 2010/2011: 54.
- sezon 2011/2012: 14.

#### Miejsca na podium chronologicznie
| Nr | Data           | Miejscowość | Konkurencja               | Wynik zwycięzcy | Pozycja | Strata  | Zwycięzca          |
| -- | -------------- | ----------- | ------------------------- | --------------- | ------- | ------- | ------------------ |
| 1. | 18 lutego 2008 | Hakuba      | Start masowy HS131/7,5 km | 20:40.9 min     | 3.      | +6,7 s  | Jens Kaufmann      |
| 2. | 9 marca 2008   | Eisenerz    | Sprint HS95/7,5 km        | 19:51.8 min     | 3.      | +9,0 s  | Giuseppe Michielli |
| 3. | 16 marca 2008  | Pragelato   | Sprint HS140/7,5 km       | 22:23.2 min     | 3.      | +14,4 s | Magnus Krog        |
| 4. | 17 lutego 2012 | Kranj       | Gundersen HS109/10 km     | 26:39.9 min     | 2.      | +1,7 s  | Marjan Jelenko     |

### Letnie Grand Prix

#### Miejsca w klasyfikacji generalnej
- 2006: niesklasyfikowany
- 2007: 18.
- 2008: 21.
- 2009: 14.
- 2010: 30.
- 2011: 43.
- 2012: nie brał udziału
- 2013: 12.
- 2014: 20.
- 2015: 22.
- 2016: nie brał udziału
- 2017: (20.)[8]
- 2018: (36.)[9]

#### Miejsca na podium w zawodach
Hug nigdy nie stał na podium indywidualnych zawodów LGP.